# The Day of the Jackal (película)
The Day of the Jackal es una película británico-francesa de 1973 dirigida por Fred Zinnemann, y protagonizada por Edward Fox en el papel principal.
La trama desarrolla el plan del asesino a sueldo conocido como el «Chacal», que intenta asesinar al presidente francés Charles de Gaulle por encargo de la organización clandestina OAS. La película está basada en la novela homónima de Frederick Forsyth. Tiene una versión modificada, The Jackal (1997), adaptada a la política de Estados Unidos.

## Reparto
- Edward Fox ...  El Chacal
- Terence Alexander ...  Lloyd
- Michel Auclair ...  Coronel Rolland
- Alan Badel ...  El ministro
- Tony Britton ...  Inspector Thomas
- Michael Lonsdale ... Inspector Lebel
- Derek Jacobi ...  Asistente Caron
- Denis Carey ...  Casson
- Adrien Cayla-Legrand ...  El presidente
- Cyril Cusack ...  El armero
- Maurice Denham ...  General Colbert
- Vernon Dobtcheff ...  El interrogador
- Jean Martin ...  Wolenski
- Delphine Seyrig ...  Colette
- Jacques François ...  Pascal
- Olga Georges-Picot ...  Denise
- Raymond Gérôme ...  Flavigny
- Barrie Ingham ...  St. Clair
- Ronald Pickup ...  El falsificador
- Eric Porter ...  Coronel Rodin
- Anton Rodgers ...  Bernard
- Donald Sinden ...  Mallinson
- Jean Sorel ...  Bastien-Thiry
- David Swift ...  Montclair
- Timothy West ...  Berthier
- Philippe Léotard ...  Gendarme

## Comentarios
En la película, el nombre de Chacal es explicado como el nombre de guerra adoptado por un mercenario británico llamado Charles Calthrop para relacionarse desde la clandestinidad con los dirigentes de la OAS. Al mercenario se lo presenta como el británico que acabó con  Trujillo y con «el del Congo» (tal vez Patrice Lumumba).

## Los hechos reales
La novela y la película se basan en hechos reales en los que sitúa el relato, puntualmente en la existencia de la organización paramilitar nacionalista francesa Organización del Ejército Secreto (OAS) y en dos atentados, de los varios, que el grupo terrorista realizó contra el presidente Charles De Gaulle, en 1962 y 1963. Como resultado del primer atentado, realizado el 22 de agosto de 1962, en el que fueron asesinados dos guardaespaldas y en el que De Gaulle y su esposa salvaron milagrosamente su vida, fue fusilado Jean-Marie Bastien-Thiry. El segundo atentado, que no alcanzó a ser ejecutado, fue descubierto en febrero de 1963, y tuvo como resultado la condena a muerte en ausencia en 1963, de Georges Watin, que luego fue amnistiado por una ley de 1968, sancionada durante la presidencia de De Gaulle. En 1994, murió en Asunción, de un infarto.
La novela relata un nuevo atentado ficticio, posterior a esos dos atentados reales, que esta vez la OAS encomienda a un asesino profesional.

## Curiosidades
La película fue prohibida en Chile por la dictadura militar de Augusto Pinochet (1973-1990), ya que prácticamente era un manual para efectuar un magnicidio. Se pudo ver privadamente solo en lugares específicos y, finalmente, se estrenó solo en horario de medianoche.

## Premios y candidaturas

### Premios BAFTA
| Categoría               | Persona                       | Resultado |
| ----------------------- | ----------------------------- | --------- |
| Mejor montaje           | Ralph Kemplen                 | Ganador   |
| Mejor película          |                               | Candidata |
| Mejor director          | Fred Zinnemann                | Candidato |
| Mejor guion             | Kenneth Ross                  | Candidato |
| Mejor sonido            | Nicholas Stevenson, Bob Allen | Candidato |
| Mejor actor de reparto  | Michael Lonsdale              | Candidato |
| Mejor actriz de reparto | Delphine Seyrig               | Candidato |

### Premios Globo de Oro
| Categoría      | Persona        | Resultado |
| -------------- | -------------- | --------- |
| Mejor película |                | Candidata |
| Mejor director | Fred Zinnemann | Candidato |
| Mejor guion    | Kenneth Ross   | Candidato |

### Premios Oscar
| Categoría     | Persona       | Resultado |
| ------------- | ------------- | --------- |
| Mejor montaje | Ralph Kemplen | Candidato |